# Eucereon apicalis
Eucereon apicalis är en fjärilsart som beskrevs av Walker. Eucereon apicalis ingår i släktet Eucereon och familjen björnspinnare. Inga underarter finns listade i Catalogue of Life.